# Santa Maria de Ribelles
Santa Maria de Ribelles és una església situada dins del recinte murallat del castell de Ribelles a Vilanova de l'Aguda (Noguera), inclosa en l'Inventari del Patrimoni Arquitectònic de Catalunya.

## Història
Apareix documentada l'any 1141, quan el bisbe d'Urgell donà a la canònica de Santa Maria de la Seu l'«ecclesiam de Ribellas» amb totes les seves pertinences i amb les esglésies que en depenien. El control de les rendes de Ribelles degué provocar conflictes entre els senyors del casell i l'església urgellenca. Aquesta situació queda testimoniada per una convinença feta el 6 de juny de 1187 entre l'església d'Urgell i Gombau de Ribelles, la seva muller Marquesa i els seus fills Ramon i Gombau, sota la mediació de l'arquebisbe de Tarragona, Berenguer de Vilademuls, referent a la meitat del delme de Montferrer i d'altres llocs, entre ells l'església de Santa Maria de Ribelles, tenint-la en el futur permanentment «liberam et absolutam» sense que ningú li pogués imposar cap exacció ni gravamen. En el mateix pacte, els Ribelles reberen del bisbe Arnau d'Urgell la quantitat de 100 morabatins.
Als segles següents l'església de Ribelles és esmentada sovint entre les parròquies del bisbat d'Urgell, tal com consta a les dècimes del 1279 i el 1280, i en la del 1391, quan el rector era Guillem de Castellar, beneficiat de Sanaüja.

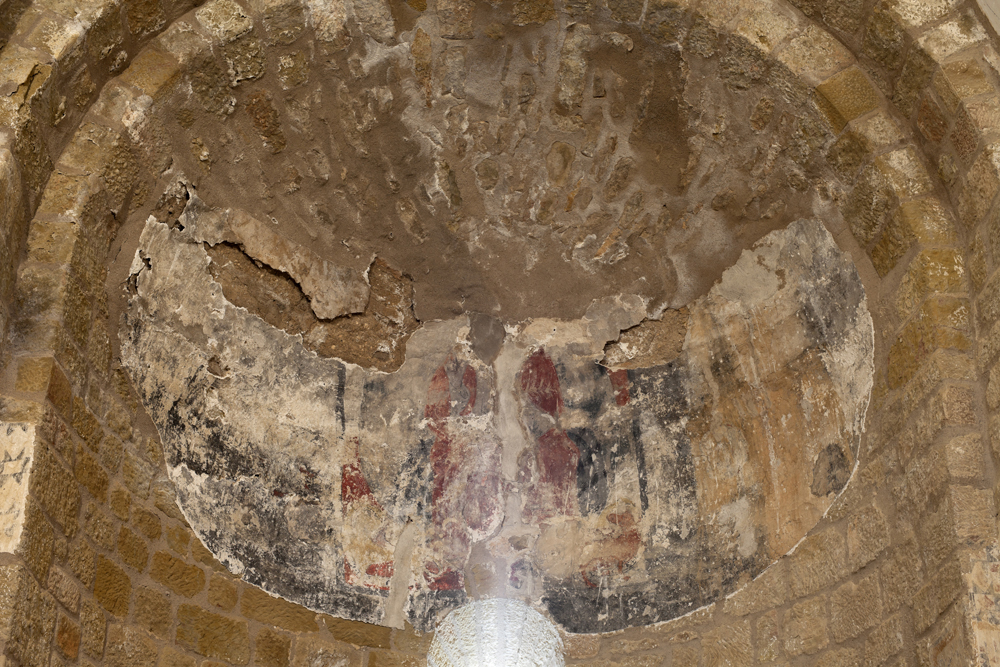
Santa Maria del Castell de Ribelles (2011)

## Arquitectura
A l'exterior, l'església és totalment englobada per les construccions del castell, especialment per la massissa torre de l'angle nord-est, que en convertir-se en campanar se li va afegir l'estructura superior per ubicar-hi les campanes. És d'una sola nau, coberta amb voltes de quatre punts que substitueixen el sostre original de volta de canó, del qual en queden vestigis de l'arrencada. La nau és capçada a llevant per un absis semicircular, obert mitjançant un estret arc presbiteral. La porta, que no correspon a l'obra original, s'obre a la façana de ponent. A la façana sud hi ha dues finestres de doble esqueixada, com la del centre de l'absis. A la façana de ponent hi ha una quarta finestra, molt transformada.
L'element més vistent és la façana de l'absis on, sota un ràfec de formigó, es desenvolupa una decoració llombarda formada per arcuacions en sèries de dues entre lesenes fins a mitjana alçada. El parament mostra carreus petits ben escairats i alineats en filades uniformes, obra del segle xi plenament integrada a les formes arquitectòniques i constructives de l'arquitectura longobarda.